# 多叉路

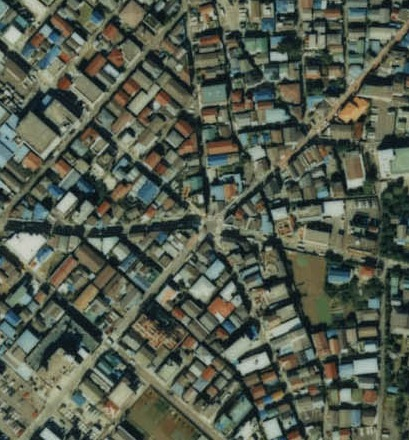
東京都大田区の七辻交差点

パリ市街の多叉路。中央はエトワール凱旋門。

多叉路（たさろ）は、5本以上の道路が集まる交差点である。多差路とも書く。
道路の本数に応じ五叉路（ごさろ）・六叉路（ろくさろ）・七叉路（ななさろ）などと呼ぶ。「叉」の代わりに「差」を使うこともある。

## 特徴
多叉路の信号は、多くの道路の交通を捌く必要があるため、十字路よりも信号のパターンが多く、それぞれの道路の青時間が短い。従って、交通量の多い道路に多叉路があると、渋滞のポイントになりやすい。
ロータリー交差点となっている例もあるが、自動車の交通量が増加してからはあまり見られなくなった。 ただ最近は「環状交差点」として復活の動きも見られる。

## 例

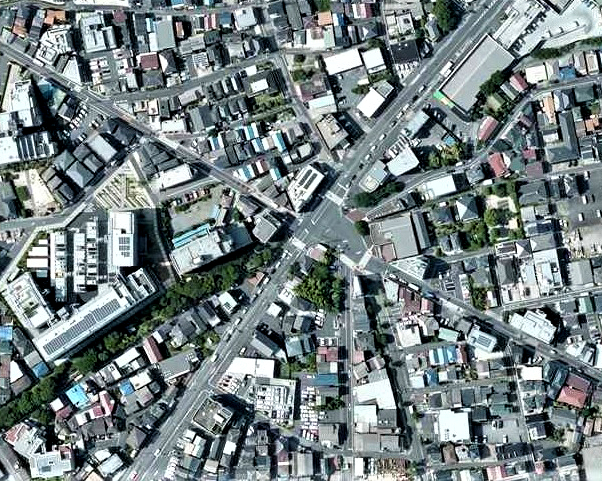
菅原橋交差点周辺の空中写真。
。（2019年6月26日撮影の画像を使用作成。）

- 橋本五差路 - 神奈川県相模原市緑区の、国道16号と国道129号の交差点。かつては渋滞の名所として知られていたが、近年立体交差化されたため、渋滞は大幅に解消した。
- 池袋六又交差点 - 東京都豊島区の、国道254号と明治通りの交差点。交通量が多く複雑な信号のため、事故も多いようである。
- 酒門六差路 - 茨城県水戸市。国道6号と四つの県道が交わる。交通量が多く、通過所要時間が長い。
- 七辻交差点 - 東京都大田区。7つの区道が交わる。
- 本町（七つ辻）交差点 - 大阪府河内長野市。実際は4本の道路が交差する八辻である。
- 八坂交差点 - 東京都東村山市。昔は「九道の辻」と呼ばれ、9つの道の交差点だったが、現在は7つの道路が交わっている。
- 菅原橋交差点 - 東京都江戸川区。数え方によっては11辻になっている[1]。
- 古堂交差点 - 兵庫県神戸市東灘区北青木。9差路となっている[2]。
- 原交差点 - 福岡県福岡市早良区原にある交差点。国道202号（福岡県道559号）、福岡県道558号、福岡市道原拾六町線、福岡市道原686号線（福岡市道685号線）及び福岡市道原780号線が交わる。福岡市道原南庄線も含め八差路になる交差点。
- 江平五差路交差点 - 宮崎県宮崎市江平1丁目にある交差点。交通量が非常に多く、2017年には交通事故発生件数が全国最多となっていた。

- エトワール凱旋門（シャルル・ドゴール広場） - フランスパリ。ロータリー式の12叉路である。